# Berthierit
Berthierit, veraltet auch als Eisenantimonglanz, Martourit, Anglarit oder Chazellit bekannt, ist ein eher selten vorkommendes Mineral aus der Mineralklasse der Sulfide und Sulfosalze, genauer ein Sulfosalz mit der chemischen Zusammensetzung FeSb2S4. Es kristallisiert im orthorhombischen Kristallsystem und entwickelt meist lange, prismatische und längsgestreifte Kristalle, aber auch faserige, filzige und radialstrahlige Aggregate in stahlgrauer Farbe, die nach einiger Zeit braun bis buntfarbig anlaufen.
Aufgrund der Namensähnlichkeit besteht Verwechslungsgefahr mit dem Eisen-Aluminium-Silikat Berthierin.

## Besondere Eigenschaften
Chemisch gesehen ist Berthierit eine Verbindung von Schwefeleisen (Eisen(II)-sulfid) mit Schwefelantimon (Stibnit).
Vor der Lötlampe lässt sich Berthierit leicht zu schwarzer, magnetischer Schlacke schmelzen.

## Etymologie und Geschichte
Erstmals gefunden wurde das Mineral 1827 vom französischen Mineralogen Pierre Berthier in der Typlokalität Chazelles im Département Haute-Loire in Frankreich. Er benannte es zunächst nach Wilhelm Ritter von Haidinger Haidingerit, da dieser Name jedoch schon für ein anderes Mineral vergeben war, wurde es von Haidinger nach dem Entdecker benannt.

## Klassifikation
In der veralteten 8. Auflage der Mineralsystematik nach Strunz gehörte der Berthierit zur Mineralklasse der „Sulfide und Sulfosalze“ und dort zur Abteilung „Komplexe Sulfide (Sulfosalze)“, wo er als einziger Vertreter im Anhang zur „Kupferspießglanz-Gruppe“ mit der Systemnummer II/D.02 und den Hauptmitgliedern Chalkostibit, Cuprobismutit, Emplektit und Wittichenit steht.
In der zuletzt 2018 überarbeiteten Lapis-Systematik nach Stefan Weiß, die formal auf der alten Systematik von Karl Hugo Strunz in der 8. Auflage basiert, erhielt das Mineral die System- und Mineralnummer II/E.01-010. Dies entspricht der Klasse der „Sulfide und Sulfosalze“ und dort der Abteilung „Sulfosalze (S : As,Sb,Bi = x)“, wo Berthierit zusammen mit Garavellit, Graţianit und Klerit eine unbenannte Gruppe mit der Systemnummer II/E.01 bildet.
Die von der International Mineralogical Association (IMA) zuletzt 2009 aktualisierte 9. Auflage der Strunz’schen Mineralsystematik ordnet den Berthierit in die Klasse der „Sulfide und Sulfosalze (Sulfide, Selenide, Telluride, Arsenide, Antimonide, Bismutide, Sulfarsenide, Sulfantimonide, Sulfbismutide)“ und dort in die Abteilung „Sulfosalze mit SnS als Vorbild“ ein. Hier ist das Mineral in der Unterabteilung „Mit Cu, Ag, Fe (ohne Pb)“ zu finden, wo es zusammen mit Klerit und Garavellit die „Berthieritgruppe“ mit der Systemnummer 2.HA.20 bildet.
In der vorwiegend im englischen Sprachraum gebräuchlichen Systematik der Minerale nach Dana hat Berthierit die System- und Mineralnummer 03.07.09.03. Das entspricht der Klasse der „Sulfide und Sulfosalze“ und dort der Abteilung „Sulfosalze“. Hier findet er sich innerhalb der Unterabteilung „Sulfosalze mit dem Verhältnis z/y = 2 und der Zusammensetzung (A+)i(A2+)j [ByCz], A = Metalle, B = Halbmetalle, C = Nichtmetalle“ in der „Galenobismutitgruppe“, in der auch Galenobismutit, Sakharovait, Garavellit und Klerit eingeordnet sind.

## Bildung und Fundorte
Berthierit scheidet sich bei relativ niedriger Temperatur aus hydrothermalen Lösungen vor allem in Blei-Lagerstätten ab.
Fundorte sind unter anderem Jujuy und Santa Cruz in Argentinien; New South Wales, Tasmanien und Victoria in Australien; La Paz und Oruro in Bolivien; Oblast Blagoewgrad in Bulgarien; Bräunsdorf/Freiberg in Deutschland; Cornwall und Cumbria in England; Auvergne und Elsass in Frankreich; British Columbia, New Brunswick, Ontario und Québec in Kanada; Burgenland, Kärnten, Salzburg und Tirol in Österreich; Herja in Rumänien; Matabeleland South und Midlands in Simbabwe; Poproč in der Slowakei; Böhmen, Kutná Hora und Mähren in Tschechien; sowie in verschiedenen Bundesstaaten der USA.

## Kristallstruktur
Berthierit kristallisiert im orthorhombischen Kristallsystem mit der Raumgruppe Pnam (Raumgruppen-Nr. 62, Stellung 6). Der Werte der Gitterparameter betragen a = 11,44 Å; b = 14,12 Å und c = 3,76 Å.

## Verwendung
Berthierit dient bei lokaler Anhäufung als Rohstoff zur Gewinnung von Antimon.